# Joseph Edward Duvanel
Joseph Edward Duvanel (* 21. Februar 1941 in Pratteln; † 20. Dezember 1986 in Basel, heimatberechtigt in Brot-Dessous) war ein Schweizer Maler, Zeichner, Grafiker, Illustrator und Pianist.

## Leben und Wirken
Joseph Edward Duvanel war ein Sohn eines Neuenburger Handelsmannes und einer Engländerin. Er besuchte die Primarschule in Chaumont bei Neuenburg. Nach bestandener Matura besucht er die Akademie der schönen Künste in Genf. Von 1957 bis 1958 studierte er an der Allgemeinen Gewerbeschule Basel, wo er u. a. die Malklasse von Martin Alfred Christ besuchte.

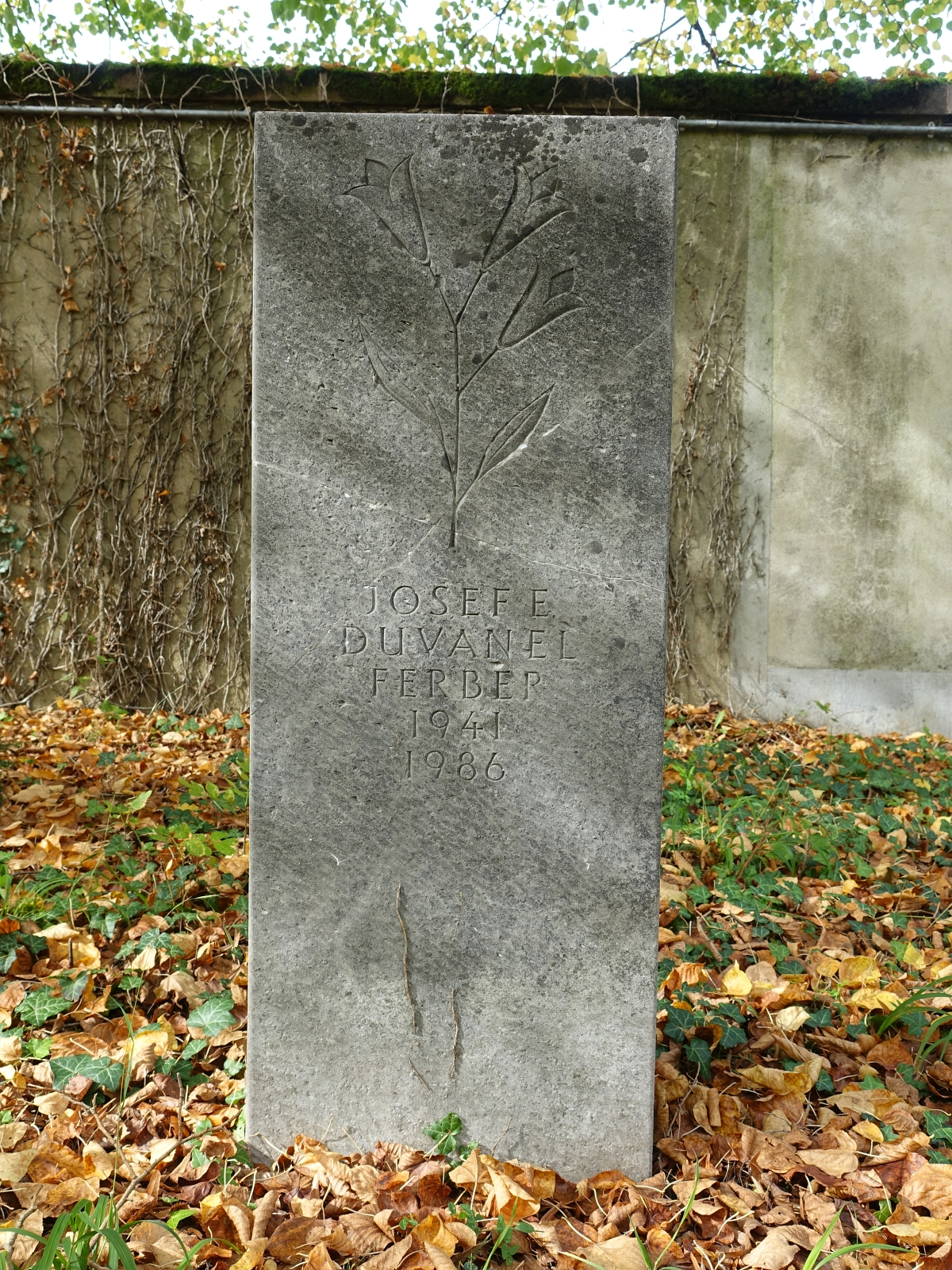
Grab, Friedhof am Hörnli

Duvanel studierte zudem um 1960 Philosophie an der Universität Neuenburg und an der Universitär Basel. Als angehender Pianist hielt er sich zu Studienzwecken zwischen 1960 und 1974 in Budapest und Paris auf und brachte es bis zur Konzertreife. Duvanel war Mitglied der Farnsburggruppe und mit dem Maler Ferenc Jánossy befreundet.
1964 erhielt er ein Eidgenössisches Kunststipendium, 1964/1965 ein Reisestipendium der Stadt Basel sowie 1966 ein Stipendium vom Kanton Baselland. Von 1967 bis 1974 studierte Duvanel an der Académie de la Grande Chaumière in Paris. Die Themen seiner Bilder waren häufig aus dem Bereich der Märchen und Sagen, des Zirkus und Puppentheaters. So schuf er u. a. Stillleben, Landschaften sowie Akt- und Figurenbilder. 
Duvanel stellte seine Werke regelmässig im In- und Ausland in Einzel- und Gruppenausstellungen aus. Die Museumsammlung der schönen Künste in Neuenburg umfasst mehrere seiner Werke.
Duvanel war von 1962 bis 1981 mit Adelheid Duvanel verheiratet und starb durch Suizid auf seinem Landgut im Elsass. Seine letzte Ruhestätte fand er auf dem Ehrenfeld des Friedhof am Hörnli.